# 铁涌镇
铁涌镇（涌chōng，粵音同「衝」），是中华人民共和国广东省惠州市惠东县下辖的一个乡镇级行政单位。在稔平半島正中央。
據2019年消息，全镇面积116平方公里，总人口约4.3万人，共有耕地面积2.9万亩，海水养殖面积1.5万亩。

## 方言
2013年《铁涌镇志》记载：铁涌主要有三种方言，分别是占米话（屬客家話-粵語-海陸豐話混合方言）、福佬话（粵東闽南话，乃惠州話的變體）、客家话，其中60%居民讲占米话。

## 行政区划
1965年惠东置县后,从稔山公社分出成立铁涌公社，1983年改设区，1987年改设镇，目前2019年辖19个村和1个社区。
铁涌镇下辖以下地区：
铁涌社区、涌围村、新寮村、油麻地村、黄坑村、赤岸村、沙桥村、溪美村、大岭背村、河潭村、梁屋村、光明村、石桥村、好招楼村、田洋村、小屯村、新民村、新建村、大村和三多村。